# Louther Skerry
Louther Skerry est une île inhabitée du Royaume-Uni située en Écosse, dans les Pentland Skerries. Elle est baignée par le Pentland Firth, un détroit séparant la Grande-Bretagne des Orcades.